# Негрешти (Мехединци)
Негрешти (рум. Negrești) насеље је у Румунији у округу Мехединци у општини Маловац. Oпштина се налази на надморској висини од 319 m.

## Становништво
Према подацима из 2002. године у насељу је живело 251 становника, од којих су сви румунске националности.